# Saturnino Ohure
Saturnino Ohure Hilangi (auch: Saturnino Lohure, * ca. 1921; † 22. Januar 1967) war ein katholischer Priester und Politiker, der eine wichtige Rolle in der frühen Unabhängigkeitsbewegung des Südsudan spielte.

## Leben
Saturnino Ohure war von seiner Herkunft her ein Lotuho. Geboren wurde er um 1921 und getauft bei Torit (heute Eastern Equatoria) 1931.
Er studierte an den Priesterseminaren in Okaru und in Gulu und wurde am 21. Dezember 1946 in Gulu zum Priester geweiht.
Er und ein Gefährte waren die ersten Lotukos, die zu Priestern geweiht wurden.
1957 gründeten Father Saturnino und Ezboni Mondiri Gwanza die Southern Sudan Federal Party (SSFP), welche die Liberal Party schlug und in der Parlamentswahl 1958 vierzig Sitze errang; es war die erste Wahl seit der Unabhängigkeit 1956.
Saturnino kandidierte erfolgreich für den Wahlkreis Torit und entwickelte sich zu einem Führer der Abgeordneten aus dem Süden in der Constituent Assembly.
Als die SSFP sich im Parlament bei den Abgeordneten des Nordens für eine föderative Verfassung des Sudan einsetzte, wie es versprochen worden war, verhaftete die Regierung Mondiri und die SSFP zerbrach.
An ihrer Stelle gründete Father Saturnino den Southern Block mit 25 Abgeordneten.
Die Militärregierung löste die Gruppierung im November 1958 auf. 1961 floh Saturnino nach Uganda, um einer Verhaftung zu entgehen.
Saturnino Ohure und Joseph Oduho zogen von Uganda nach Kinshasa, Zaire, wo sich William Deng ihnen anschloss und sie 1962 die Sudan African Closed Districts National Union (SACDNU) gründeten.
Saturnino wurde am 22. Januar 1967 bei Kitgum von einem ugandischen Soldaten getötet.
Im Januar 2009 wurde sein Leichnam in Kitgum exhumiert und zur Wiederbestattung nach Torit gebracht.